# Dublin Rebels
I Dublin Rebels sono una squadra di football americano, di Dublino, in Irlanda.

## Storia
La squadra è stata fondata nel 1995 e ha vinto 9 Shamrock Bowl e due Charleroi Trophy (messi in palio dai belgi Charleroi Cougars).

## Dettaglio stagioni

### Tornei nazionali

#### Campionato

##### IAFL/Shamrock Bowl Conference/AFI Premier Division
| Stagione | regular season | regular season | regular season | regular season | regular season | regular season | playoff | playoff | playoff | playoff | playoff | playoff       | playoff                   |
|          | Vin            | Par            | Per            | Tot            | PF             | PS             | Vin     | Per     | Tot     | PF      | PS      | risultato     | avversaria                |
| -------- | -------------- | -------------- | -------------- | -------------- | -------------- | -------------- | ------- | ------- | ------- | ------- | ------- | ------------- | ------------------------- |
| 2005     | 5              | 1              | 2              | 8              | 234            | 90             | 2       | 0       | 2       | 52      | 39      | Campioni      | Belfast Bulls             |
| 2007     | 7              | 0              | 1              | 8              | 260            | 50             | 0       | 1       | 1       | 6       | 8       | Semifinale    | Cork Admirals             |
| 2008     | 7              | 0              | 1              | 8              | 301            | 22             | 1       | 1       | 2       | 31      | 26      | Shamrock Bowl | UL Vikings                |
| 2009     | 7              | 1              | 0              | 8              | 276            | 70             | 1       | 1       | 2       | 44      | 9       | Shamrock Bowl | UL Vikings                |
| 2010     | 8              | 0              | 0              | 8              | 339            | 44             | 2       | 0       | 2       | 80      | 0       | Campioni      | UL Vikings                |
| 2011     | 5              | 0              | 3              | 8              | 140            | 71             | 2       | 0       | 2       | 36      | 19      | Campioni      | UL Vikings                |
| 2012     | 6              | 0              | 2              | 8              | 198            | 121            | 1       | 1       | 2       | 66      | 72      | Semifinale    | Belfast Trojans           |
| 2013     | 5              | 0              | 3              | 8              | 172            | 94             | 2       | 1       | 3       | 75      | 68      | Shamrock Bowl | Belfast Trojans           |
| 2014     | 7              | 0              | 1              | 8              | 213            | 71             | 1       | 1       | 2       | 32      | 47      | Semifinale    | Trinity College           |
| 2015     | 5              | 0              | 3              | 8              | 168            | 132            | 1       | 1       | 2       | 62      | 41      | Semifinale    | Trinity College           |
| 2016     | 7              | 0              | 1              | 8              | 294            | 82             | 2       | 0       | 2       | 32      | 19      | Campioni      | Belfast Trojans           |
| 2017     | 7              | 0              | 1              | 8              | 193            | 93             | 2       | 0       | 2       | 44      | 32      | Campioni      | Carrickfergus Knights     |
| 2018     | 6              | 0              | 2              | 8              | 206            | 64             | 1       | 1       | 2       | 46      | 44      | Shamrock Bowl | Cork Admirals             |
| 2019     | 2              | 0              | 6              | 8              | 104            | 154            | -       | -       | -       | -       | -       | -             | -                         |
| 2022     | 8              | 0              | 0              | 8              | 322            | 79             | 1       | 1       | 2       | 70      | 58      | Shamrock Bowl | University College Dublin |
| Totale   | 92             | 2              | 26             | 120            | 3420           | 1237           | 19      | 9       | 28      | 666     | 482     |               |                           |

Fonti: Enciclopedia del Football - A cura di Massimo Mezzetti

##### IAFA DV8 Development League
| Stagione | regular season | regular season | regular season | regular season | regular season | regular season | playoff | playoff | playoff | playoff | playoff | playoff   | playoff          |
|          | Vin            | Par            | Per            | Tot            | PF             | PS             | Vin     | Per     | Tot     | PF      | PS      | risultato | avversaria       |
| -------- | -------------- | -------------- | -------------- | -------------- | -------------- | -------------- | ------- | ------- | ------- | ------- | ------- | --------- | ---------------- |
| 2008     | 5              | 0              | 1              | 6              | 176            | 27             | 0       | 1       | 1       | 0       | 30      | Finale    | Cork Admirals II |
| 2010     | 1              | 0              | 0              | 1              | 46             | 0              | -       | -       | -       | -       | -       | -         | -                |
| Totale   | 6              | 0              | 1              | 7              | 222            | 27             | 0       | 1       | 1       | 0       | 30      |           |                  |

Fonti: Enciclopedia del Football - A cura di Massimo Mezzetti

### Tornei internazionali

#### GFLI Atlantic Cup
| Stagione | regular season | regular season | regular season | regular season | regular season | regular season | playoff | playoff | playoff | playoff | playoff | playoff   | playoff          |
|          | Vin            | Par            | Per            | Tot            | PF             | PS             | Vin     | Per     | Tot     | PF      | PS      | risultato | avversaria       |
| -------- | -------------- | -------------- | -------------- | -------------- | -------------- | -------------- | ------- | ------- | ------- | ------- | ------- | --------- | ---------------- |
| 2017     | -              | -              | -              | -              | -              | -              | 1       | 0       | 1       | 42      | 14      | Campioni  | Bucharest Rebels |
| Totale   | -              | -              | -              | -              | -              | -              | 1       | 0       | 1       | 42      | 14      |           |                  |

Fonti: Sito Eurobowl.info Archiviato il 19 ottobre 2017 in Internet Archive.

#### EFAF Atlantic Cup
| Stagione | regular season | regular season | regular season | regular season | regular season | regular season | playoff | playoff | playoff | playoff | playoff | playoff     | playoff                          |
|          | Vin            | Par            | Per            | Tot            | PF             | PS             | Vin     | Per     | Tot     | PF      | PS      | risultato   | avversaria                       |
| -------- | -------------- | -------------- | -------------- | -------------- | -------------- | -------------- | ------- | ------- | ------- | ------- | ------- | ----------- | -------------------------------- |
| 2009     | -              | -              | -              | -              | -              | -              | 1       | 1       | 2       | 22      | 15      | Finale      | West Vlaanderen Tribes           |
| 2012     | -              | -              | -              | -              | -              | -              | 1       | 1       | 2       | 64      | 65      | Terzo posto | Luxembourg Steelers of Dudelange |
| 2014     | -              | -              | -              | -              | -              | -              | 1       | 1       | 2       | 34      | 31      | Terzo posto | Vikings de Villeneuve-d'Ascq     |
| Totale   | -              | -              | -              | -              | -              | -              | 3       | 3       | 6       | 120     | 111     |             |                                  |

Fonti: Sito Eurobowl.info Archiviato il 19 ottobre 2017 in Internet Archive.

### Riepilogo fasi finali disputate
| Anno             | Luogo     | Evento                      | Fase del torneo      | Incontro                                         | Risultato |
| 28 agosto 2005   | Belfast   | IAFL                        | Shamrock Bowl        | Belfast Bulls - Dublin Rebels                    | 19 - 26   |
| 22 luglio 2007   |           | IAFL                        | Semifinale           | Dublin Rebels - Cork Admirals                    | 6 - 8     |
| agosto 2008      |           | IAFA DV8 Development League | Finale               | Cork Admirals II - Dublin Rebels II              | 30 - 0    |
| 10 agosto 2008   |           | IAFL                        | Shamrock Bowl        | Dublin Rebels - UL Vikings                       | 12 - 14   |
| 28 giugno 2009   | Bruxelles | EFAF Atlantic Cup           | Finale               | West Vlaanderen Tribes - Dublin Rebels           | 15 - 13   |
| 9 agosto 2009    |           | IAFL                        | Shamrock Bowl        | Dublin Rebels - UL Vikings                       | 6 - 9     |
| 7 agosto 2010    | Tallaght  | IAFL                        | Shamrock Bowl        | Dublin Rebels - UL Vikings                       | 15 - 0    |
| 31 luglio 2011   | Dublino   | IAFL                        | Shamrock Bowl        | Dublin Rebels - UL Vikings                       | 14 - 13   |
| 24 giugno 2012   | Lelystad  | EFAF Atlantic Cup           | Finale 3º - 4º posto | Dublin Rebels - Luxembourg Steelers of Dudelange | 44 - 0    |
| 1º luglio 2012   | Belfast   | IAFL                        | Semifinale           | Belfast Trojans - Dublin Rebels                  | 66 - 38   |
| 10 agosto 2013   | Tallaght  | Shamrock Bowl Conference    | Shamrock Bowl        | Belfast Trojans - Dublin Rebels                  | 48 - 18   |
| 27 luglio 2014   |           | Shamrock Bowl Conference    | Semifinale           | Trinity College - Dublin Rebels                  | 47 - 8    |
| 7 settembre 2014 | Bruxelles | EFAF Atlantic Cup           | Finale 3º - 4º posto | Dublin Rebels - Vikings de Villeneuve-d'Ascq     | 20 - 7    |
| 26 luglio 2015   | Belfast   | Shamrock Bowl Conference    | Semifinale           | Trinity College - Dublin Rebels                  | 22 - 0    |
| 7 agosto 2016    | Tallaght  | Shamrock Bowl Conference    | Shamrock Bowl        | Dublin Rebels - Belfast Trojans                  | 12 - 7    |
| 13 agosto 2017   | Tallaght  | Shamrock Bowl Conference    | Shamrock Bowl        | Dublin Rebels - Carrickfergus Knights            | 12 - 6    |
| 25 novembre 2017 | Dublino   | GFLI Atlantic Cup           | Finale               | Dublin Rebels - Bucharest Rebels                 | 42 - 14   |
| 19 agosto 2018   |           | Shamrock Bowl Conference    | Shamrock Bowl        | Cork Admirals - Dublin Rebels                    | 18 - 16   |
| 7 agosto 2022    |           | AFI Premier Division        | Shamrock Bowl        | Dublin Rebels - University College Dublin        | 24 - 52   |

## Palmarès
- 9 Shamrock Bowl (2001, 2003-2006, 2010, 2011, 2016, 2017)
- 1 GFLI Atlantic Cup (2017)
- 2 Charleroi Trophy (2002, 2003)